# Hellas Chasma
L'Hellas Chasma è una struttura geologica della superficie di Marte.